# Arabische luipaard
De Arabische luipaard (Panthera pardus nimr) is een ondersoort van de luipaard die op het Arabisch Schiereiland voorkomt. De Arabische luipaard is de kleinste ondersoort en weegt slechts 30 kilogram. 

## Verspreiding en leefgebied
Tot eind jaren 60 kwam deze soort veelvuldig voor op het hele Arabisch Schiereiland. Er is een heel kleine populatie in de Negev in Israël die in de jaren 70 tot twintig exemplaren slonk. De grootste groep leeft in het Dhofargebergte, in het zuiden van Oman. 
In 1994 werd de soort als bedreigd geplaatst op de Rode Lijst van de IUCN. Twee jaar later verkreeg hij de status ernstig bedreigd (kritiek). In 2006 werd de populatie geschat op hoogstens 250 volwassen dieren en dit aantal nam daarna alleen maar af. De populatie is versnipperd in deelpopulaties verspreid over de landen Jemen, Oman en Israël. De Arabische luipaarden zijn waarschijnlijk uitgestorven in Saoedi-Arabië, Jordanië, Egypte en de Verenigde Arabische Emiraten. In geen enkel gebied leeft een populatie die groter is dan 50 dieren. Om deze redenen staat deze ondersoort van de luipaard nog steeds als ernstig bedreigd op de internationale rode lijst..
Achterindische panter (P. p. delacouri) · Indische panter (P. p. fusca) · Sri Lankaanse panter (P. p. kotiya) · Javaanse panter (P. p. melas) · Arabische luipaard (P. p. nimr) · Amoerpanter (P. p. orientalis) · Afrikaanse luipaard (P. p. pardus) · Perzische panter (P. p. saxicolor) · Anatolische panter (P. p. tulliana)